# Stazione di Margherita di Savoia
La stazione di Margherita di Savoia è stata una stazione ferroviaria posta sulla ex Margherita di Savoia Ofantino-Margherita di Savoia, era a servizio del comune di Margherita di Savoia.

## Storia
La stazione attuale venne inaugurata negli anni cinquanta, continuò il suo esercizio fino alla sua chiusura avvenuta il 1º gennaio 1986.
La primitiva stazione fu attivata il 29 gennaio 1884 insieme alla Margherita di Savoia Ofantino-Margherita di Savoia, funzionò fino all'attivazione della nuova stazione.

## Strutture e impianti
La stazione era composta da un fabbricato viaggiatori, cinque binari e uno scalo merci.